# Candosa
Candosa ist eine Gemeinde (Freguesia) im portugiesischen Kreis Tábua. In ihr leben 531 Einwohner (Stand 19. April 2021).